# Gia Paloma
Gia Paloma, née le 27 juin 1984 à Diamond Bar (Californie), est une actrice pornographique américaine.

## Biographie
Elle est apparue dans plus de 170 films X depuis ses débuts en 2003. La première partie de son pseudonyme provient du film Gia, femme de rêve, un film de 1998 dans lequel Angelina Jolie joue le top model Gia Marie Carangi. La seconde partie de son nom est "Paloma", mot espagnol signifiant "colombe" en français qui est aussi le nom de la fille de Pablo Picasso.
Gia a notamment tourné pour les studios Sin City, Extreme Associates et Anabolic video. Beaucoup de ses apparitions sont centrées sur sa capacité à exécuter des performances extrêmes (avaler du sperme, sodomie, double ou triple pénétration, irrumation). En 2004 et selon la légende urbaine, elle a eu l'honneur d'être la première à recevoir un Donkey punch dans une production commerciale, lorsqu'Alex Sanders la frappe derrière la tête dans le film Guttermouths 30.
Gia fit une overdose de cocaïne en janvier 2005 lors de laquelle son pouls augmenta jusqu'à trois fois le pouls normal. Elle récupéra rapidement et retourna signer des autographes dès le lendemain, puis elle se rendit à la cérémonie des AVN Awards où elle reçut la récompense de Best All-Girl Sex Scene.
Elle s'est fait poser des prothèses mammaires en mai 2005.

## Filmographie sélective
- Playgirl: A Devil in Bed (2010)
- Playgirl: Games of Love (2008)
- Lesbian Love, Vol. 1 (2007)
- Girls Girls Girls (2007)
- Lesbian Training #7 (2007)
- Flavor of the Month (2006)
- Garbage Pail Girls (2005)
- No Cocks Allowed! (2005)
- Big Ass Orgy (2005)
- The Violation of Audrey Hollander (2004)
- Cum fart cocktails 1 (2004)
- Camel Toe Jockeys (2004)
- Lesbian Bukkake (2004)
- Lezbo A Go-go (2004)
- Anal Latex Whores (2004)
- Extreme Penetrations 6 (2004)
- Squirters (2004)
- Big Wet Asses (2003)

## Récompenses
- 2004 CAVR Female Performer of the Year
- 2005 AVN Award : meilleure scène entre filles – The Violation of Audrey Hollander avec Audrey Hollander, Ashley Blue, Tyla Wynn, Brodi & Kelly Kline
- 2005 XRCO Awards : Best Girl/Girl – The Violation of Audrey Hollander